# Turecka Partia Komunistyczna / Marksiści-Leniniści
Turecka Partia Komunistyczna / Marksiści-Leniniści (tur. Türkiye Komünist Partisi/Marksist-Leninist, TKP/ML) – nielegalna partia komunistyczna w Turcji.

## Historia
Partia została założona 24 kwietnia 1972 roku przez Ibrahima Kaypakkaya. Posiada skrzydło militarne - TİKKO (tur. Türkiye İşçi Köylü Kurtuluş Ordusu), dysponujące obozami treningowymi w Iraku. Jednym ze znaczących przywódców TİKKO był Nubar Ozanyan, który zasłynął podczas walk w Syrii, gdzie partyjna bojówka wspomagała działania YPG oraz YPJ w kampanii przeciwko Państwu Islamskiemu. 
Partia działa także pośród emigrantów tureckich w Europie Zachodniej. Ma na koncie ataki z użyciem broni palnej i materiałów wybuchowych.
W marcu 2016 roku TKP/ML przystąpiła do turecko-kurdyjskiej koalicji Zjednoczony Rewolucyjny Ruch Ludowy (HBDH). Do sojuszu przystąpiło też kilka innych lewicowych ugrupowań w tym Marksistowsko-Leninowska Partia Komunistyczna (MLKP), Partia Pracujących Kurdystanu (PKK) i Maoistowska Partia Komunistyczna (MKP).  
Przez rząd turecki uznawana jest za organizację terrorystyczną.

## Ideologia
Partia określa siebie jako leninowska oraz maoistowska. Za swój cel uważa budowę w Turcji państwa socjalistycznego.